# Doktor Råtta
Doktor Råtta, ursprungligen publicerad 1976 på engelska med titeln Doctor Rat, översatt till svenska av N. O. Lindgren och utgiven 1978, är en roman av den amerikanska författaren William Kotzwinkle.
Romanen utspelar sig i djurförsökslaboratorier, och berättas av Doktor Råtta, en råtta som tar till sig människornas ideal och försvarar därför djurförsöken inför sina artfränder, med motton som "död är frihet". Parallellt med Doktor Råttas berättelser får man följa flera andra djur medan det trappas upp mot ett stormöte där alla djur utan människan deltar. Människan kommer senare med vapen och soldater vilket lämnar kvar människan och Doktor Råtta ensamma.
Boken tilldelades World Fantasy Award 1977, och fick mycket positiv kritik av flera medier. Los Angeles Times skrev att "Doktor Råtta är otroligt originell, smart och galet satirisk. Den är också då och då ganska vacker. Kotzwinkles saga är ett svindlande montaqe [...] från scener av tät svarthumor i försökslaboratoriet till idylliska glimtar av djurriket. Kotzwinkles försöksexperiment är hårresande och som skrivna för att chockera oss till ekolokisk medvetenhet." London Times kallade den "galen och fantastisk... Kotzwinkle ger sig på ett spektakulärt försök av sympatisk fantasi: att komma innanför huden på en råtta. Det är en fantastisk och våldsam Djurfabriksfarm, en fantastiskt stollig Magnificat som ekar av William Blake."